# الظويهرات
الفرهة والظويهرات منطقة عراقية في مدينة الزبير بقضاء الزبير في محافظة البصرة جنوب العراق، مساحتها 113 هكتاراً، كان عدد سكانها 8869 ساكناً سنة 2010، ثم صاروا 21700 حتى سنة 2021، وفيها 3093 مسكناً متجاوزاً حتى سنة 2021، وكانت تشكو شحه المياه والحرمان مما دفع أهلها إلى اللجوء لحفر الآبار أو شراء الماء، وتظاهر أهلها متظلمين سنة 2023، فأعلِن سنة 2023 عن شمولها بمشاريع بنية تحتية متكاملة، ماء وكهرباء ومجاري وإكساء الطرق، يتداوى أهلها في مركز المربد للرعاية الصحية الأولية. وفي سنة 2025 أعلن قائم مقام الزبير عن وضع مخططات للخرائط القطاعية لمنطقة الظويهرات. كانت الظويهرات محلة محلة صغيرة ذات أكواخ، يعمل معظم سكانها في التهريب، وقد وضعت حينئذٍ الكمارك رقابة عليهم. وأنشئ فيها معمل شامان الكبيسي ومعمل عبد الرزاق الشبيب لتكسير وتصنيف الحصى في نهاية خمسينات القرن العشرين،